# Omarbetning (Europeiska unionen)
Omarbetning innebär inom unionsrätten att en ny rättsakt ersätter en tidigare rättsakt och alla dess tillhörande ändringsakter samtidigt som dess innehåll ändras. Syftet är att uppdatera lagstiftningen samtidigt som den hålls överskådlig och begriplig. Omarbetning sker när lagstiftningen behöver uppdateras för att ta hänsyn till förändringar i omvärlden.